# Nicolas Dufourcq
Nicolas Dufourcq (Parigi, 18 luglio 1962) è un imprenditore francese. È direttore generale della Banque Publique d’Investissement (Bpifrance) sin dalla sua creazione nel gennaio 2013.

## Biografia
Dufourcq si è laureato all'HEC Paris nel 1984 e al Sciences Po di Parigi. È alunno della École nationale d'administration (ENA, promozione Michel de Montaigne, 1986–1988) dove ha conseguito la certificazione di ispettore fiscale. In questo periodo creò cinque startup.
Nel 1992, è stato vicecapo di gabinetto di René Teulade, ministro degli affari sociali e dell'integrazione nel governo del primo ministro Pierre Bérégovoy.
Dufourcq è tornato brevemente al controllo finanziario nel periodo 1993-1994 prima di unirsi a France Télécom.
Dufourcq ha continuato la sua carriera nel mondo degli affari come direttore dell'audiovisivo pubblico per la divisione multimediale, che ha contribuito a creare. Successivamente è stato direttore della divisione multimediale (1998-2000), direttore esecutivo della filiale Internet pubblica, ha sviluppato Wanadoo fino alla sua quotazione in borsa, momento in cui è diventato amministratore delegato (2000-2002).
Infine, è diventato direttore esecutivo del ramo dell'industria della telefonia e di Internet.
Nel 2003 Dufourcq ha lasciato France Télécom per unirsi a Capgemini, dove ha ricoperto la carica di amministratore delegato responsabile per Francia, Germania ed Europa centrale e meridionale. È stato anche membro del comitato esecutivo della società. Dal 2004 è diventato vicedirettore generale della finanza, della gestione del rischio, dell'IT, degli acquisti, della consegna, del programma LEAN e, nel 2007, della gestione dei grandi clienti del Gruppo Capgemini. Lì iniziò il recupero del gruppo e la ristrutturazione delle sue funzioni centrali, affrontando principalmente la riprogettazione dei suoi sistemi informativi globali. Nicolas Dufourcq è inoltre membro del consiglio di amministrazione di BabelStore SA e di Priceminister, nonché membro del consiglio di vigilanza di Euler Hermes SA.
Dufourcq è, dall'accettazione della sua nomina da parte della Commissione delle Finanze dell'Assemblea Nazionale e del Senato il 23 gennaio 2013, l'amministratore delegato della Bpifrance. Il 15 giugno 2013 Dufourcq è stato nominato presidente del consiglio amministrativo dell'ente pubblico Bpifrance da Pierre Moscovici, allora ministro dell'Economia e delle finanze. Dufourcq divenne anche presidente statutario di OSEO S.A.
È anche autore di un rapporto del 2013 (in francese) sul finanziamento dell’economia sociale.